# Mario Pirillo
Mario Pirillo (ur. 11 września 1945 w Amantei) – włoski polityk, samorządowiec, eurodeputowany VII kadencji.

## Życiorys
Z wykształcenia dziennikarz. W działalność polityczną zaangażował się w latach 70. w ramach Chrześcijańskiej Demokracji. Po jej rozwiązaniu, od 1994 należał do Centrum Chrześcijańsko-Demokratycznego, federacyjnej Unii Demokratycznej na rzecz Republiki i Popolari-UDEUR. Z tą ostatnią współtworzył koalicję Margherita, a następnie wstąpił do jednolitej partii o tej samej nazwie. Jako jeden z najbliższych współpracowników Agazia Loiero, prezydenta Kalabrii, w 2006 organizował Demokratyczną Partię Południową, która w 2007 weszła w skład Partii Demokratycznej.
Zawodowo od lat 70. związany z administracją terytorialną, od 1990 był radnym Kalabrii. Doszedł do stanowiska w zarządzie regionu, w którym odpowiadał za rolnictwo.
W wyborach w 2009 z listy PD uzyskał mandat posła do Parlamentu Europejskiego VII kadencji. Przystąpił do grupy Postępowego Sojuszu Socjalistów i Demokratów oraz Komisji Ochrony Środowiska Naturalnego, Zdrowia Publicznego i Bezpieczeństwa Żywności.